# Woumen
Woumen är en ort i Belgien.   Den ligger i provinsen Västflandern och regionen Flandern, i den västra delen av landet, 100 km väster om huvudstaden Bryssel. Woumen ligger 5 meter över havet och antalet invånare är 1 307.
Terrängen runt Woumen är mycket platt. Runt Woumen är det ganska tätbefolkat, med 144 invånare per kvadratkilometer.. Närmaste större samhälle är Roeselare, 18,7 km öster om Woumen. 
Trakten runt Woumen består till största delen av jordbruksmark.